# 島田仁郎
島田 仁郎（しまだ にろう、1938年〈昭和13年〉11月22日 - ）は、日本の裁判官。第16代最高裁判所長官を務めた。東京大学名誉教授・英文学者の島田太郎は兄、明治大学教授・物理学者の島田徳三は弟に当たる。

## 概要
名古屋地裁判事在任中に高田事件では裁判の左陪席判事を担当し、異例の裁判の打ち切りを決めた判決の起草を担当した。東京地裁判事在任中にはロス疑惑の三浦和義の刑事裁判を初公判から数十回の審理を担当した。
2006年10月の最高裁長官就任にあたっては、裁判員制度のスタートを3年後の2009年に控えていたことから刑事裁判に詳しい島田が適任と判断された。
長官就任直後の新人判事補へ辞令を交付した場での挨拶として「裁判官は人に批判されることが少なく、裸の王様になりやすい。初心を忘れず、謙虚に、人の心の痛みがわかる人になってほしい」とあいさつした。
2008年11月21日に長官を退官するにあたっての同年11月17日の退官挨拶では「迅速、適正な裁判と、身近で利用しやすい裁判所の実現に向けて努力してきた。まだ十分とは言えないが、両方とも相応に前進したと思う」と、また長官在任中に印象に残った事件として同年6月に婚外子国籍訴訟で父親から生後認知を受けた婚外子について父母が婚姻しなければ日本国籍を取得できないとする規定を違憲とした大法廷判決を挙げ、「違憲立法審査権の重みを、身をもって実感した」と語った。
退官後に作家の夏樹静子の『裁判百年史ものがたり』を読み、岡村勲弁護士夫人殺害事件について夏樹との対談で「読ませていただいて、自分の不明を恥じる気持ちになりました。自分の裁判では被害者の気持ちを十分酌んできたつもりでしたが、そんな甘いものではないと思い知らされました。被害者とその遺族の気持ちを代弁するのは検察官の役割で、被害者や遺族には証人としての証言や上申書提出で十分と思っていました。また、被害者を裁判に参加させて当事者として発言を許すのは、裁判の中立公正な運営を乱す恐れがあり、決して好ましいことではないと思っていました。しかし、被害者に出てくる岡村勲弁護士の実体験を読んで、考え方が変わりました。岡村弁護士らの努力によって（2004年に）犯罪被害者等基本法が成立したことは本当によかったことと思っています」と述べている。
趣味は読書で、ロシア文学や推理小説を愛読している。

## 略歴
- 東京府出身。
- 1957年 東京学芸大学附属高等学校卒業
- 1962年 東京大学法学部卒業
- 1962年 司法修習生
- 1964年 判事補任官
その後、東京地方裁判所・名古屋地方裁判所・名古屋家庭裁判所、最高裁判所事務総局刑事局で勤務。
- 1968年 ロンドン大学M.Phil（英語版）
- 1974年 大阪地方裁判所判事
- 1977年 司法研修所教官
- 1981年 東京地方裁判所判事
- 1982年 最高裁判所調査官
- 1983年 最高裁判所事務総局刑事局第一課長兼第三課長
- 1986年 東京地方裁判所判事部総括
- 1989年 最高裁判所事務総局刑事局長兼図書館長
- 1994年 宇都宮地方裁判所所長
- 1996年 浦和地方裁判所所長
- 1998年 東京高等裁判所判事部総括
- 1999年 司法研修所所長
- 2001年 仙台高等裁判所長官
- 2002年 大阪高等裁判所長官
- 2002年11月7日 最高裁判所判事
- 2006年10月16日 最高裁判所長官。
- 2008年11月21日 最高裁判所判事定年退官
- 2008年11月 東北学院大学大学院法務研究科法実務専攻 特任教授
- 2010年4月29日 桐花大綬章[7]
- 2019年6月確認（要追加調査）　特定非営利活動法人コンピュータエンターテインメントレーティング機構　理事長

## 最高裁判所判事時代における判決の対応

### 憲法判例に対する対応
- 東京都管理職選考試験事件 - 多数意見（合憲）
- 在外日本人選挙権訴訟 - 多数意見（違憲）
- 旭川市国保料訴訟 - 全員一致（合憲）
- 2004年（平成16年）7月の参議院議員選挙の一票の格差訴訟 - 多数意見（合憲）
- 2005年（平成17年）9月の衆議院議員総選挙の一票の格差訴訟 - 多数意見（合憲）
- 婚外子国籍訴訟 - 多数意見（違憲）

### 反対意見
- 旧国鉄の国労に対する不当労働行為について、JRの法的責任を一切否定した多数意見に対して、JRの責任を肯定する余地を認める反対意見
- 小田急線高架訴訟について、付属道路事業について地権者以外の原告適格を否定した多数意見に対して、地権者以外の原告適格を認める反対意見